# دوان إدواردز
دوان إدواردز (بالإنجليزية: Dwan Edwards)‏ هو لاعب كرة قدم أمريكية أمريكي، ولد في 16 مايو 1981 في كولومبوس في الولايات المتحدة.

## وصلات خارجية
- دوان إدواردز على موقع مرجع كرة القدم المحترفة.كوم (الإنجليزية)